# Sawada
Sawada – miejscowość w Egipcie, w muhafazie Al-Minja. W 2006 roku liczyła 10 571 mieszkańców.